# جی. دیوید شاپیرو
جی. دیوید شاپیرو (انگلیسی: J. David Shapiro؛ زادهٔ ۱۸ مارس ۱۹۶۹) فیلم‌نامه‌نویس، کارگردان فیلم و استندآپ کمدین اهل ایالات متحده آمریکا است.
شاپیرو بیشتر به عنوان فیلمنامه‌نویس اصلی فیلم رابین هود: مردانی در لباس چسبان و همچنین نوشتن فیلمنامه اقتباسی از رمان آوردگاه زمین اثر رون هابارد شناخته می‌شود.
فیلم آوردگاه زمین بیش از هر فیلم دیگری تا آن زمان جوایز تمشک طلایی را به خود اختصاص داد و شاپیرو این جایزه را شخصاً پذیرفت. البته شاپیرو در طول پیش تولید از فیلم اخراج شده بود او بعداً در مصاحبه ای گفت که فیلمنامهٔ او پس از بازنویسی‌های گسترده، به کل تغییر کرده و چیزی از آن در فیلم نهایی باقی نمانده‌است.
از دیگر آثار او بازیگری در فیلم دردسر فرانک در سال ۲۰۰۶ است.